# Eugène Secretan
Ne doit pas être confondu avec Eugène Secrétan.
Eugène Secretan, né le 24 janvier 1839 à Chailly et mort le 2 août 1919 à Lausanne, est un enseignant, historien, archéologue et journaliste vaudois.

## Biographie
Eugène Secretan fait son baccalauréat à Lausanne en 1855, membre de la société d'étudiants de Belles-Lettres. Il mène ensuite des études de théologie à Bonn et à Paris. Précepteur de famille, collaborateur puis rédacteur à la Gazette de Lausanne pendant quelques années, il est nommé en 1869 professeur à l'institut Olivier puis au collège Galliard et au gymnase cantonal. De 1871 à 1879, il enseigne la littérature allemande à l'Académie.
Son intérêt pour la défense du patrimoine, l'archéologie et l'histoire l'engage à fonder en 1885 l'association Pro Aventico qu'il préside jusqu'à sa mort, et à participer en 1902 à la création de la Société vaudoise d'histoire et d'archéologie. Auteur d'un guide archéologique remarqué, plusieurs fois réédité et complété, Aventicum, son passé et ses ruines, il alimente avec régularité les publications de ces deux sociétés. En 1873, il lance la série des Biographies nationales consacrées à des hommes politiques et à des scientifiques du XIXe siècle principalement. Ses travaux lui vaudront le titre de Docteur honoris causa de l'Université de Lausanne en 1917.
Chrétien engagé, il collabore au Chrétien Évangélique, à la Liberté chrétienne et rédige une étude sur la Société des traités religieux de Lausanne.

## Sources
- « Eugène Secretan », sur la base de données des personnalités vaudoises sur la plateforme « Patrinum » de la Bibliothèque cantonale et universitaire de Lausanne.
- Marc Kiener, Dictionnaire des professeurs de l'Académie de Lausanne (1537-1890), Lausanne, 2005, p. 531-532
- Eugène Mottaz, "Eugène Secretan (1839-1919)", in Revue historique vaudoise, 1919, p. 317-318